# StanFlex
StanFlex (også kendt som STANFLEX eller Standard Flex) er et modulært design benyttet af Søværnet.
Systemet blev udtænkt i 1980'erne som en måde at erstatte adskillige skibstyper med en enkelt multirolleskibsklasse udstyret med Standard Flex systemet. StanFlex systemet består af våben og udstyr placeret i en standardcontainer som kan placeres i et skib med en dertil indrettet containerposition. Disse containere kan skiftes på kort tid og dermed kan skibene hurtigt skifte rolle om nødvendigt.
Standard Flex systemet viste sig at være en stor succes og resulterede i at alle nyere skibe i Søværnet er blevet udrustet med mindst en containerposition. 

## Udvikling
I starten af 1980'erne skulle Søværnet udfase tre skibsklasser der var forældede, men man havde ikke råd til at erstatte alle 22 skibe med et nyt skib et for et. I stedet for at bygge en erstatning for hver enkelt skibsklasse besluttede man at lave et skib der kunne modificeres til at udføre alle rollerne, dog ikke på samme tid. Det udstyr der var ens for alle rollerne blev en integreret del af skibene, og de dele der var afhængige af opgaven blev "containeriseret". Dermed kunne de placeres om bord når det var nødvendigt. Dette containersystem blev kendt som Standard Flex, eller forkortet StanFlex.
I 1983-1984 foretog man undersøgelser der førte til designet af Standard Flex 300 fartøjerne der senere blev benævnt Flyvefisken-klassen. 17 skibe af denne klasse ville kunne erstatte de 22 forældede fartøjer. Skibene er 54 meter lange. Patruljefartøjerne vejer uden containere og andet udstyr 300 tons og var udstyret med en containerposition foran og tre agter. Containermodulerne blev designet af Søværnets Materielkommando (nu Forsvarets Materieltjeneste) og firmaet Promecon A/S. Konstruktionen af 14 fartøjer begyndte i Juli 1985, tre færre end forventet. Skibene indgik i aktiv tjeneste fra 1989.
Efterhånden som flere ældre skibe er blevet erstattet, er alle erstatninger udstyret med StanFlex containerpositioner.

## Design og brug
StanFlex containermodulerne er bygget af Monberg & Thorsen. Hvert modul er bygget ind i en container af rustfast stål 3 meter lang, 3,5 meter bred og 2,5 meter dyb. Flanger sikrer at systemet altid er placeret præcist i containerpositionen således at elektricitets-, ventilations-, kommunikations-, vand- og dataforbindelser altid er placeret korrekt og nemt. Våbensystemet eller apparatet er placeret på taget af modulet, mens det tilhørende maskineri, elektronik samt tilhørende udstyr er placeret nede i containeren.
Containerne bliver normalt installeret ved hjælp af en mobilkran. En container kan udskiftes på et par timer, og efter en systemkontrol er skibene klar til at benytte den nye container. De containeriserede våbensystemer kan alle styres fra standardkonsoller i skibenes operationsrum.

### Fordele og ulemper
- Containere der ikke er i brug kan opbevares indendørs og dermed kan man undgå regelmæssig vedligeholdelse grundet vejret.[2]
- Skibe behøver ikke at blive taget ud af operativ tjeneste hvis en container skal vedligeholdes.[2]
- Nye våben eller systemer kan installeres på et modul og derefter placeres på et skib frem for at ombygge skibet.[2]
- Når et skib udgår fra flådens tal kan containerne genbruges af andre skibe og dermed skal man ikke investere i nye systemer.[3]
- Et multirolleskib er mindre effektivt end et dedikeret skib indenfor en specifik rolle, men evnen til et hurtigt rolleskift kompenserer dog for denne ulempe.[4]
- Skibenes stambesætninger kan mangle erfarent personel til de containersystemer der bliver benyttet knap så ofte.

## Containersystemer
I 2007 rådede Søværnet over følgende containersystemer:
- 19× 76 mm Oto Melare Super Rapido kanon (M/85)
- 18× Kran-system
- 15× Lagercontainer
- 10× Mk. 48 VLS til RIM-7 Sea Sparrow
- 10× Mk. 56 VLS til RIM-162 Evolved Sea Sparrow
- 10× RGM-84 Harpoon Sømålsmissilsystem
- 5× MCM-system
- 4× Thales Salmon 2640 VDS-system
- 4× Kran-system af umagnetisk titanium (til minerydningsfartøjer)
- 3× Forureningsbekæmpelsessystem
- 3× Søopmålingssystem
- 2× Oceanografi- og miljøkontrolsystem
- 1× Efterretningssystem

## Skibe udstyret med StanFlex containerpositioner
- Flyvefisken-klassen
  - 1 position foran, 3 positioner agter.[2]
- Diana-klassen
  - 1 position agter Diana-klassen er normalt udstyret med en miljøcontainer eller en stores-container. De fleste slags containere kan monteres på skibene i klassen, men et antal kan ikke benyttes på grund af pladsmangel eller mangel på andet udstyr.[7]
- Absalon-klassen
  - 5 containerpositioner på våbendækket.[3]
- Iver Huitfeldt-klassen
  - 1 containerposition på fordækket
  - 4 containerpositioner på våbendækket
- Thetis-klassen
  - 1 containerposition foran, 2 agter
- Knud Rasmussen-klassen
  - 1 position foran, 1 position agter